# Cycle de Calvin
Pour les articles homonymes, voir Calvin.
 (décembre 2024).
Si vous disposez d'ouvrages ou d'articles de référence ou si vous connaissez des sites web de qualité traitant du thème abordé ici, merci de compléter l'article en donnant les références utiles à sa vérifiabilité et en les liant à la section « Notes et références ».
Le cycle de Calvin (aussi connu comme le cycle de Calvin-Benson-Bassham) est une série de réactions biochimiques  des organismes photosynthétiques ayant lieu dans le stroma des chloroplastes chez les eucaryotes ou dans le cytoplasme chez les procaryotes. Il a été découvert par Melvin Calvin, Andy Benson et James Bassham (en) à l’université de Californie à Berkeley.
Durant la photosynthèse, l’énergie de la lumière est convertie en énergie chimique conservée dans l’ATP et le NADPH. Le cycle de Calvin, indépendant de la lumière, utilise l’énergie de ces transporteurs à courte vie pour transformer le dioxyde de carbone en composés organiques (notamment du glucose) qui peuvent être utilisés par l’organisme. Cet ensemble de réactions est une des voies métaboliques de la fixation du carbone. L’enzyme clé du cycle est appelée Rubisco (Ribulose-1,5-bisphosphate carboxylase/oxygénase).
La somme totale des réactions du cycle de Calvin pour la synthèse d'une molécule de glycéraldéhyde-3-phosphate est :
3 CO2 + 6 NADPH + 9 ATP + 5 H2O → C3H5PO62− (glycéraldéhyde-3-phosphate) + 6 NADP+ + 9 ADP + 8 Pi + 3 H+(aq)
La somme totale des réactions du cycle de Calvin pour la synthèse d'une molécule de glucose-6-phosphate est :
6 CO2 + 12 NADPH + 18 ATP + 11 H2O → C6H11O9P2− (glucose-6-phosphate) + 12 NADP+ + 18 ADP + 17 Pi + 6 H+(aq)
Le symbole Pi signifie phosphate inorganique dont la formule brute est H3PO4, cependant, en solution dans les conditions physiologiques (c'est-à-dire dans le cytoplasme à 25 °C à 100 000 Pa et à pH physiologique soit 7,41), le phosphate inorganique se déprotone, ainsi, il est préférable d'utiliser ici HPO42− comme la formule brute du phosphate inorganique. De même, les molécules ATP et ADP correspondent aux ions ATP4− et ADP3− respectivement dans ces mêmes conditions.

## Réactions dans le cycle de Calvin

Cycle de Calvin, vue des trois étapes : fixation du dioxyde de carbone, réduction et régénération du ribulose.

Le cycle de Calvin se déroule en trois étapes :
- fixation du dioxyde de carbone ;
- réduction de l’acide 3-phosphoglycérique (APG) en trioses phosphate (sucre) ;
- régénération du ribulose-1,5-bisphosphate (accepteur de CO2).

### Fixation du dioxyde de carbone
Cette réaction, catalysée par l'enzyme Rubisco, est très exergonique (ΔG°' = −51,9 kJ mol−1).
|                                                                         | + CO2 + H2O → 2 H* + 2 |                       |
| D-ribulose-1,5-bisphosphate                                             |                        | 3-phospho-D-glycérate |
| Ribulose-1,5-bisphosphate carboxylase/oxygénase (Rubisco) – EC 4.1.1.39 |                        |                       |

### Phosphorylation du 3-phosphoglycérate
3-phosphoglycérate + ATP  {\displaystyle \rightleftharpoons }  1,3-bisphosphoglycérate + ADP
6 C3H4PO73− + 6 ATP  {\displaystyle \rightleftharpoons }  6 C3H4P2O104− + 6 ADP

### Réduction du 1,3-bisphosphoglycérate
1,3-bisphosphoglycérate + NADPH + H+(aq)  {\displaystyle \rightleftharpoons }  glycéraldéhyde-3-phosphate + NADP+ + Pi
6 C3H4P2O104− + 6 NADPH + 6 H+(aq)  {\displaystyle \rightleftharpoons }  6 C3H5PO62− + 6 NADP+ + 6 Pi

### Recyclage du glycéraldéhyde-3-phosphate en ribulose-5-phosphate
Cette étape consiste à reconvertir les molécules à 3 atomes de carbone en molécules à 5 atomes de carbone afin de pouvoir les réutiliser dans le cycle.
L'équation bilan est la suivante :
5 × glycéraldéhyde-3-phosphate + 2 × H2O → 3 × ribulose-5-phosphate + 2 × Pi
5 C3H5PO62− + 2 H2O → 3 C5H9PO82− + 2 Pi
Cependant, cette équation bilan se décompose en plusieurs réactions.
Tout d'abord, une triose-phosphate isomérase va convertir deux molécules de glycéraldéhyde-3-phosphate en deux molécules de dihydroxyacétone phosphate :
2 × glycéraldéhyde-3-phosphate  {\displaystyle \rightleftharpoons }  2 × dihydroxyacétone phosphate
2 C3H5PO62−  {\displaystyle \rightleftharpoons }  2 C3H5PO62−
Il reste donc trois molécules de glycéraldéhyde-3-phosphate, et l'une d'elles va s'unir avec une molécule de dihydroxyacétone phosphate, produite ci-dessus, pour former une molécule à 6 atomes de carbone, du fructose-1,6-bisphosphate, grâce à une aldolase :
glycéraldéhyde-3-phosphate + dihydroxyacétone phosphate  {\displaystyle \rightleftharpoons }  fructose-1,6-bisphosphate
C3H5PO62− + C3H5PO62−  {\displaystyle \rightleftharpoons }  C6H10P2O124−
Le  fructose-1,6-bisphosphate ainsi formé est ensuite déphosphorylé par une fructose-1,6-bisphosphatase sur le carbone 1 produisant du fructose-6-phosphate, cette réaction est irréversible :
fructose-1,6-bisphosphatase → fructose-6-phosphate + Pi
C6H10P2O124− + H2O → C6H11PO92− + Pi
Grâce à une transcétolase, le fructose-6-phosphate peut maintenant réagir avec une quatrième molécule de glycéraldéhyde-3-phosphate pour produire une molécule à 4 atomes de carbone, l'érythrose-4-phosphate et une molécule à 5 atomes de carbone le xylulose-5-phosphate :
fructose-6-phosphate + glycéraldéhyde-3-phosphate {\displaystyle \rightleftharpoons }  érythrose-4-phosphate + xylulose-5-phosphate
C6H11PO92− + C3H5PO62−  {\displaystyle \rightleftharpoons }  C4H7PO72− + C5H9PO82−
L'érythrose-4-phosphate et la seconde molécule de dihydroxyacétone phosphate, produite plus haut, s'assemblent en une molécule à 7 atomes de carbone, le sédoheptulose-1,7-bisphosphate, par l'activité d'une aldolase :  
érythrose-4-phosphate + dihydroxyacétone phosphate  {\displaystyle \rightleftharpoons }  sédoheptulose-1,7-bisphosphate
C4H7PO72− + C3H5PO62−  {\displaystyle \rightleftharpoons }  C7H12P2O134−
La molécule de sédoheptulose-1,7-bisphosphate nouvellement formée est déphosphorylée sur le carbone 1 en sédoheptulose-7-phosphate grâce à une sédoheptulose-bisphosphatase :
sédoheptulose-1,7-bisphosphate + H2O  {\displaystyle \rightleftharpoons }  sédoheptulose-7-phosphate + Pi
C7H12P2O134− + H2O  {\displaystyle \rightleftharpoons }  C7H13PO102− + Pi
Une trancétolase fait réagir le sédoheptulose-7-phosphate avec la cinquième et dernière molécule de  glycéraldéhyde-3-phosphate produisant deux molécules à 5 carbones, le xylulose-5-phosphate et le ribose-5-phosphate :
sédoheptulose-7-phosphate + glycéraldéhyde-3-phosphate  {\displaystyle \rightleftharpoons }  xylulose-5-phosphate + ribose-5-phosphate
C7H13PO102− + C3H5PO62−  {\displaystyle \rightleftharpoons }  C5H9PO82− + C5H9PO82−
Enfin, après avoir consommé les cinq molécules de glycéraldéhyde-3-phosphate, on se retrouve avec deux molécules de xylulose-5-phosphate et une molécule de ribose-5-phosphate et non trois molécules de ribulose-5-phosphate. Ces trois molécules vont donc être converties en ribulose-5-phosphate.
Les deux molécules de xylulose-5-phosphate sont converties en deux molécules de ribulose-5-phosphate par une ribulose-5-phosphate 3-épimérase :
2 × xylulose-5-phosphate  {\displaystyle \rightleftharpoons }  2 × ribulose-5-phosphate
2 C5H9PO82−  {\displaystyle \rightleftharpoons }  2 C5H9PO82−
De même, pour la molécule de ribose-5-phosphate, celle-ci est convertie en une molécule de ribulose-5-phosphate grâce à une ribose-5-phosphate isomérase :
ribose-5-phosphate  {\displaystyle \rightleftharpoons }  ribulose-5-phosphate
C5H9PO82−  {\displaystyle \rightleftharpoons }  C5H9PO82−
Finalement, il a été produit 3 molécules de ribulose-5-phosphate qui vont pouvoir être utilisées ci-dessous.

### Régénération du ribulose-1,5-bisphosphate
ribulose-5-phosphate + ATP  {\displaystyle \rightleftharpoons }  ribulose-1,5-bisphosphate + ADP
3 C5H9PO82− + 3 ATP  {\displaystyle \rightleftharpoons }  3 C5H8P2O114− + 3 ADP + 3 H+(aq)
La molécule glycéraldéhyde-3-phosphate manquante est convertie en glucose.

### Synthèse du glucose-6-phosphate
2 × glycéraldéhyde-3-phosphate → glucose-6-phosphate
2 C3H5PO62− + H2O → C6H11O9P2− + Pi